# Momenti fatali
Momenti fatali. Quattordici miniature storiche (titolo originale Sternstunden der Menschheit. Vierzehn historische Miniaturen) è un saggio storico del 1927 dello scrittore austriaco Stefan Zweig. Il saggio si compone di 14 "miniature" che si propongono di raccontare in forma quasi narrativa alcuni momenti cruciali della storia dell'umanità. Le due ultime miniature, Cicerone e Il fallimento di Wilson, sono state aggiunte all'edizione del volume pubblicata nel 1940.

## Le miniature
1. Die Weltminute von Waterloo (L'ora fatale di Waterloo)
2. Die Marienbader Elegie (L'elegia di Marienbad)
3. Die Entdeckung Eldorados (La scoperta dell'Eldorado)
4. Heroischer Augenblick (Momento eroico)
5. Der Kampf um den Südpol (La gara per il Polo Sud)
6. Flucht in die Unsterblichkeit (Fuga verso l'immortalità)
7. Die Eroberung von Byzanz (La conquista di Bisanzio)
8. Georg Friedrich Händels Auferstehung (La risurrezione di Georg Friedrich Händel)
9. Das Genie einer Nacht (Il genio di una notte)
10. Das erste Wort über den Ozean (La prima parola che valica l'oceano)
11. Die Flucht zu Gott (La fuga verso Dio)
12. Der versiegelte Zug (Il vagone piombato)
13. Cicero (Cicerone)
14. Wilson versagt (Wilson fallisce)

## Edizioni in italiano
- Stefan Zweig, Momenti fatali: quattordici miniature storiche, traduzione di Donata Berra, Adelphi, Milano 2005
- Stefan Zweig; Momenti fatali: quattordici miniature storiche, traduzione di Donata Berra, Adelphi, Milano 2011